# Lu Xun (Tres Reinos)

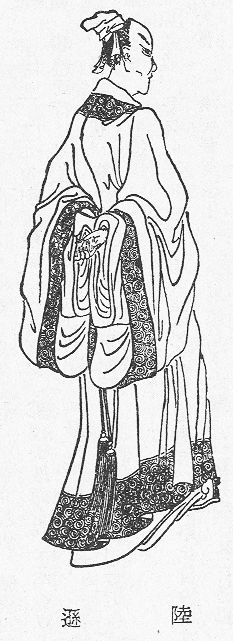
Retrato de Lu Xun, edición del Romance de los Tres Reinos de la dinastía Qing.

Lu Xun (en chino tradicional, 陸遜; chino simplificado, 陆逊; pinyín, Lù Xùn; 183-245) fue un oficial de Wu y luchó junto a su señor Sun Ce y más tarde con el hermano de este, Sun Quan. Con Sun Quan llegaría a la cima del poder militar y obtendría una gran victoria sobre Liu Bei en Yiling. Fue el protegido del general Wu Lü Meng, con quien lucharía para conquistar la provincia de Jing, que estaba a manos del general de Shu Guan Yu. Cuando Sun Quan se convirtió en emperador, fue ascendido a gran general.

## En la cultura popular
Lu Xun es un personaje de la saga de videojuegos Dynasty Warriors.